# Список правителей Швеции
Список правителей Швеции включает лиц, являвшихся монархами Швеции со времени правления Эрика Победоносного — первого исторического короля свеев. Также в списке представлены регенты и вожди королевства, являвшиеся в период Кальмарской унии, когда датских монархов низлагало шведское дворянство, главами государства.
До X века территория современной Швеции делилась на три самостоятельных региона — Сконе, Свеаланд и Гёталанд. Первый принадлежал королевству данов (Дании). В Свеаланде (области, населённой свеями) к 820-м годам развилось раннегосударственное образование — Свитьод (др.-сканд. Svíþjóð, дословно — «народ свеи»), впоследствии получившее название «Svearike» (с др.-сканд. — «Королевство свеев») и ставшее ядром современной Швеции. В Гёталанде также оформилась своя, гётская государственность, однако датировать её появление невозможно. Свейские короли подчинили себе Гёталанд примерно к концу X века, когда в 995 году на трон взошёл Улоф Эрикссон, названный в источниках XII века первым королём свеев и гётов. Гётские земли в раннешведском государстве сохранили за собой широкую автономию, наместником в них был ярл, оказывавший влияние на королевские дела. Так, когда в 1060 году свейская династия Мунсё пресеклась, на шведский трон был избран представитель семьи гётских ярлов Стенкиль, основавший новую королевскую династию. Однако период правления потомков Стенкиля характеризовался длительной междоусобной борьбой различных групп — как претендентов на трон, так и гётской знатью за утверждение в Свеаланде христианства.
Шведские короли неоднократно становились монархами других государств, оформляя тем самым личные унии. Так, в июле 1319 года Магнус Эрикссон унаследовал шведскую корону, а в августе объявлен королём Норвегии. Личная уния двух государств просуществовала до свержения Магнуса (передавшего норвежскую корону сыну в 1355 году) и его сына-соправителя Хокана (признанного королём Швеции в 1362 году) в 1364 году наследником герцогства Мекленбург-Шверин Альбрехтом. Ещё 1332 году, когда умер датский «король без страны» Кристоффер II, заложивший половину королевства иностранным феодалам и в том числе шведским, Магнус Эрикссон стал королём Сконе. Однако преемник Кристоффера II Вальдемар IV в 1360 году отвоевал полуостров. Вступивший на шведский престол Альбрект, в 1384 году унаследовал семейное герцогство, но уже в 1389 году был свергнут королевой Дании и Норвегии Маргрете I. В 1396 году она формально, оставаясь регентом, передала шведскую, последнюю из трёх своих корон, малолетнему внучатому племяннику Эрику. В июне 1397 года в городе Кальмар по инициативе Маргареты между тремя государствами была заключена личная уния под эгидой Дании.
Кальмарская уния была непрочным политическим союзом. Борьба шведского дворянства против датского господства приводила к массовым волнениям, в ходе одного из таких в 1434 году король был низложен шведским риксродом. Однако после убийства в 1436 году лидера восстания Энгельбректа Энгельбректссона, избранного в 1435 году главой государства, королевская власть была восстановлена. В 1448 году после смерти не оставившего наследников Кристофера датский ригсрод избрал графа Ольденбурга Кристиана VII королём Дании и Норвегии, однако шведский риксрод избрал своим королём выборгского наместника Карла Кнутссона Бунде, фактически расторгнув унию. В 1449 году король Швеции вторгся в Норвегию и на тинге в Тронхейме был избран королём страны. Междуцарствие завершилось в мае 1450 года на съезде в Хальмстаде, отказом Бунде от прав на норвежскую корону. Датский монарх восстанавливал свою власть в Швеции в 1457—1464, 1497—1501 и 1520—1521 годах, после чего страну охватило восстание, завершившееся к 1523 году юридическим выходом Швеции из Кальмарской унии. Норвегия же не смогла добиться независимости, в 1537 году её риксрод был ликвидирован, а страна лишена статуса королевства и объявлена провинцией Дании (оформлена реальная уния), в составе которой оставалась до 1814 года — подписания мирного договора, по которому Норвегия передавалась Швеции для образования личной унии. Протест норвежского народа перерос в вооружённую борьбу за независимость. Однако Швеция, победив в войне, вынудила правительство Норвегии заключить союз двух государств, просуществовавший до расторжения унии стортингом в 1905 году.
До 5 (15) октября 1582 года, когда был введён григорианский календарь, приведены юлианские даты. С момента введения календаря до его принятия в Швеции 18 февраля (1 марта) 1753 года приведены обе даты — юлианская и григорианская.

## Список
Порядковые номера монархов стали официально использоваться в Швеции лишь с XVI века, когда в 1560 году на трон взошёл Эрик XIV, выбравший себе номер в соответствии с Historia de omnibus Gothorum Sueonumque regibus, написанными Иоанном Магнусом, который придумал мифический период шведских королей, происходящих по прямой линии от библейского Магога. Чтобы отразить искусственный характер нумерации до 1560 года, в данном списке для правителей до Эрика XIV она взята в скобки.
Написание имён Густав и Карл со временем претерпевало изменения: Gustav использовалось в королевских именах вплоть до Густава V. С воцарением Густава VI в 1950 году в официальном употреблении используется Gustaf. Написание имени Карл (Karl) обычно встречается в исторических источниках до Карла XV, а в настоящее время, для Карла XVI, принято Carl.
| Портрет | Имя (годы жизни)                                                                                      | Правление                  | Правление | Династия | Наименование титула | Пр.             |
| Портрет | Имя (годы жизни)                                                                                      | Начало                     | Окончание | Династия | Наименование титула | Пр.             |
| --- | --- | -------------------------- | --- | --- | --- | --------------- |
| | Эрик (VI) (ок. 945 — ок. 995) швед. Erik (VI)                                                         | ок. 970                    | ок. 995 | Мунсё швед. Munsöätten | Король свеев лат. Rex Sveorum | [ 14 ] [ 15 ]   |
| | Улоф (ок. 980 — ок. 1022) швед. Olof                                                                  | ок. 995                    | ок. 1022 | Мунсё швед. Munsöätten | Король свеев лат. Rex Sveorum | [ 16 ] [ 17 ]   |
| | Анунд (ок. 1007 — ок. 1050) швед. Anund                                                               | ок. 1022                   | ок. 1050 | Мунсё швед. Munsöätten | Король свеев лат. Rex Sveorum | [ 18 ] [ 19 ]   |
| | Эмунд (ок. 1005 — ок. 1060) швед. Emund                                                               | ок. 1050                   | ок. 1060 | Мунсё швед. Munsöätten | Король свеев лат. Rex Sveorum | [ 20 ] [ 21 ]   |
| | Стенкиль (ок. 1028 — ок. 1066) швед. Stenkil                                                          | ок. 1060                   | ок. 1066 | Дом Стенкилей швед. Stenkilska ätten | Король свеев лат. Rex Sveorum | [ 22 ] [ 23 ]   |
| | Эрик (VII) (ок. 1055 — ок. 1067) швед. Erik (VII)                                                     | ок. 1066                   | ок. 1067 | ? (предположительно, сын Стенкиля) | Король свеев лат. Rex Sveorum | [ 24 ]          |
| | Хальстен (ок. 1049 — ок. 1084) швед. Halsten                                                          | ок. 1067                   | ок. 1070 | Дом Стенкилей швед. Stenkilska ätten | Король свеев лат. Rex Sveorum | [ 25 ]          |
| | Хокан (ок. 1040 — ок. 1087) швед. Håkan                                                               | ок. 1070                   | ок. 1079 | ? (предположительно, сын Стенкиля) | Король свеев лат. Rex Sveorum | [ 26 ]          |
| | Инге (I) (ок. 1055 — ок. 1112) швед. Inge (I)                                                         | ок. 1079                   | ок. 1084 | Дом Стенкилей швед. Stenkilska ätten | Король свеев лат. Rex Sveorum | [ 27 ] [ 28 ]   |
| | Блот-Свен (?—?) швед. Blot-Sven                                                                       | ок. 1084                   | ок. 1087 | ? (происхождение неизвестно) | Король свеев лат. Rex Sveorum | [ 29 ]          |
| | Инге (I) (ок. 1055 — ок. 1112) швед. Inge (I)                                                         | ок. 1087                   | ок. 1110 | Дом Стенкилей швед. Stenkilska ätten | Король свеев лат. Rex Sveorum | [ 27 ] [ 28 ]   |
| | Филип (ок. 1070 — ок. 1118) швед. Filip                                                               | ок. 1110                   | ок. 1118 | Дом Стенкилей швед. Stenkilska ätten | Король свеев лат. Rex Sveorum | [ 30 ] [ 31 ]   |
| | Инге (II) (ок. 1071 — ок. 1125) швед. Inge (II)                                                       | ок. 1118                   | ок. 1125 | Дом Стенкилей швед. Stenkilska ätten | Король свеев лат. Rex Sveorum | [ 32 ]          |
| | Рагнвальд (?—ок. 1125) швед. Ragnvald                                                                 | ок. 1125                   | ок. 1125 | ? (происхождение неизвестно) | Король свеев лат. Rex Sveorum | [ 33 ]          |
| | Магнус (ок. 1107—1134) швед. Magnus                                                                   | ок. 1125                   | ок. 1130 | Эстридсены швед. Estridska ätten дат. Estridsen-slægten | Король свеев лат. Rex Sveorum | [ 34 ] [ 35 ]   |
| | Сверкер (I) (ок. 1096—1156) швед. Sverker (I)                                                         | ок. 1130                   | 25 декабря 1156 | Дом Сверкеров швед. Sverkerska ätten | Король свеев лат. Rex Sveorum | [ 36 ] [ 37 ]   |
| | Эрик (IX) (?—1160) швед. Erik (IX)                                                                    | 25 декабря 1156            | 18 мая 1160 | Дом Эриков швед. Erikska ätten | Король свеев лат. Rex Sveorum | [ 38 ] [ 39 ]   |
| | Магнус (?—1161) швед. Magnus                                                                          | 18 мая 1160                | 1161 | Эстридсены швед. Estridska ätten дат. Estridsen-slægten | Король свеев лат. Rex Sveorum | [ 40 ] [ 41 ]   |
| | Карл (VII) (ок. 1137—1167) швед. Karl (VII)                                                           | 1161                       | 12 апреля 1167 | Дом Сверкеров швед. Sverkerska ätten | Король свеев лат. Rex Sveorum | [ 42 ] [ 43 ]   |
| | Кнут (I) (?—1196) швед. Knut (I)                                                                      | 12 апреля 1167             | 8 апреля 1196 | Дом Эриков швед. Erikska ätten | Король свеев лат. Rex Sveorum | [ 44 ] [ 45 ]   |
| | Сверкер (II) (ок. 1165—1210) швед. Sverker (II)                                                       | 1196                       | 31 января 1208 | Дом Сверкеров швед. Sverkerska ätten | Король свеев лат. Rex Sveorum | [ 46 ] [ 47 ]   |
| | Эрик (X) (?—1216) швед. Erik (X)                                                                      | 31 января 1208             | 10 апреля 1216 | Дом Эриков швед. Erikska ätten | Милостью Божьей, король свеев лат. Dei gratia Rex Sveorum | [ 48 ] [ 49 ]   |
| | Юхан (I) (1201—1222) швед. Johan (I)                                                                  | 1216                       | 10 марта 1222 | Дом Сверкеров швед. Sverkerska ätten | Милостью Божьей, король свеев лат. Dei gratia Rex Sveorum | [ 50 ] [ 51 ]   |
| | Эрик (XI) (1216—1250) швед. Erik (XI)                                                                 | 1222                       | 29 ноября 1229 | Дом Эриков швед. Erikska ätten | Милостью Божьей, король свеев лат. Dei gratia Rex Sveorum | [ 52 ] [ 53 ]   |
| | Кнут (II) (ок. 1190—1234) швед. Knut (II)                                                             | 29 ноября 1229             | 1234 | Дом Эриков швед. Erikska ätten | Милостью Божьей, король свеев лат. Dei gratia Rex Sveorum | [ 54 ] [ 55 ]   |
| | Эрик (XI) (1216—1250) швед. Erik (XI)                                                                 | 1234                       | 2 февраля 1250 | Дом Эриков швед. Erikska ätten | Милостью Божьей, король свеев лат. Dei gratia Rex Sveorum | [ 52 ] [ 53 ]   |
| | Вальдемар (1243—1302) швед. Valdemar                                                                  | 2 февраля 1250             | 22 июля 1275 | Фолькунги швед. Folkungaätten | Милостью Божьей, король свеев лат. Dei gratia Rex Sveorum | [ 56 ] [ 57 ]   |
| | Магнус (I) (ок. 1240—1290) швед. Magnus (I)                                                           | 22 июля 1275               | 24 мая 1278 | Фолькунги швед. Folkungaätten | Милостью Божьей, король свеев лат. Dei gratia Rex Sveorum | [ 58 ] [ 59 ]   |
| 24 мая 1278 | Магнус (I) (ок. 1240—1290) швед. Magnus (I)                                                           | 18 декабря 1290            | Милостью Божьей, король свеев и готов лат. Dei gratia Sveorum Gotorumque Rex | Фолькунги швед. Folkungaätten | | [ 58 ] [ 59 ]   |
| | Биргер (1281—1321) швед. Birger                                                                       | 18 декабря 1290            | Милостью Божьей, король свеев и готов лат. Dei gratia Sveorum Gotorumque Rex | Фолькунги швед. Folkungaätten | апрель 1318 | [ 60 ] [ 61 ]   |
| С 27 июня 1318 года по 8 июля 1319 года — под управлением вождя королевства Матиаса Четтильмундссона (швед. Mathias Kettilmundsson)                                                         | |                            | | | |                 |
| | Магнус (II) (1316—1374) швед. Magnus (II) норв. Magnus VII                                            | 8 июля 1319                | 24 августа 1319 | Фолькунги швед. Folkungaätten | Милостью Божьей, король Швеции лат. Dei gratia Rex Suecie | [ 62 ] [ 63 ]   |
| 24 августа 1319 | Магнус (II) (1316—1374) швед. Magnus (II) норв. Magnus VII                                            | 19 июня 1332               | Милостью Божьей, король Швеции и Норвегии лат. Dei gratia Rex Suecie et Norwegie | Фолькунги швед. Folkungaätten | | [ 62 ] [ 63 ]   |
| 19 июня 1332 | Магнус (II) (1316—1374) швед. Magnus (II) норв. Magnus VII                                            | 15 февраля 1364            | Милостью Божьей, король Швеции, Норвегии и Сконе лат. Dei gratia Regnorum Suecie et Norwegie terreque Scanie Rex швед. Med Guds Nåde, Sveriges Norges och Skånes Konung | Фолькунги швед. Folkungaätten | | [ 62 ] [ 63 ]   |
| | Альбрект (1340—1412) швед. Albrekt нем. Albrecht III.                                                 | 15 февраля 1364            | 24 февраля 1389 | Мекленбурги швед. Mecklenburgska ätten нем. Haus Mecklenburg | Милостью Божьей, король Швеции и готов, господин Сконе швед. Med Guds Nåde, Sveriges och Götes Konung, Herre över Skåne | [ 64 ] [ 65 ]   |
| | Маргарета (1353—1412) швед. Margareta дат. Margrethe 1. норв. Margrete                                | 24 февраля 1389            | 23 июля 1396 | Эстридсены швед. Estridska ätten дат. Estridsen-slægten | Доверенная дама и законная владычица Швеции швед. Sveriges fullmäktig Fru och rätt Husbonde | [ 66 ] [ 67 ]   |
| | Эрик (XIII) (1382—1459) швед. Erik (XIII) дат. Erik 7. норв. Eirik III нем. Erich III                 | 23 июля 1396               | 30 августа 1434 | Грейфы швед. Huset Grip нем. Haus Greif | Милостью Божьей, король Швеции, Дании, Норвегии, вендов и готов, герцог Померании швед. Med Guds Nåde, Sveriges, Danmarks, Norges, Vendes och Götes Konung, Hertig i Pommern | [ 68 ] [ 69 ]   |
| С 30 августа 1434 года по 13 января 1435 года — под управлением председателя риксрода Улофа Ларссона (швед. Olof Larsson)                                                                   | |                            | | | |                 |
| | Энгельбрект Энгельбректссон (ок. 1390—1436) швед. Engelbrekt Engelbrektson                            | 13 января 1435             | 14 октября 1435 | Дом Энгельбректов швед. Engelbrektsätten | Вождь королевства швед. Rikshövitsman | [ 70 ] [ 71 ]   |
| | Эрик (XIII) (1382—1459) швед. Erik (XIII) дат. Erik 7. норв. Eirik III нем. Erich III                 | 14 октября 1435            | 5 февраля 1436 | Грейфы швед. Huset Grip нем. Haus Greif | Милостью Божьей, король Швеции, Дании, Норвегии, вендов и готов, герцог Померании швед. Med Guds Nåde, Sveriges, Danmarks, Norges, Vendes och Götes Konung, Hertig i Pommern | [ 68 ] [ 69 ]   |
| | Энгельбрект Энгельбректссон (ок. 1390—1436) швед. Engelbrekt Engelbrektson                            | 5 февраля 1436             | 4 мая 1436 | Дом Энгельбректов швед. Engelbrektsätten | Вождь королевства швед. Rikshövitsman | [ 70 ] [ 71 ]   |
| | Карл Кнутссон Бунде (1408—1470) швед. Karl Knutsson Bonde                                             | февраль 1436               | 1 сентября 1436 | Бунде швед. Bondeätten | Вождь королевства швед. Rikshövitsman | [ 72 ] [ 73 ]   |
| | Эрик (XIII) (1382—1459) швед. Erik (XIII) дат. Erik 7. норв. Eirik III нем. Erich III                 | 1 сентября 1436            | 29 сентября 1439 | Грейфы швед. Huset Grip нем. Haus Greif | Милостью Божьей, король Швеции, Дании, Норвегии, вендов и готов, герцог Померании швед. Med Guds Nåde, Sveriges, Danmarks, Norges, Vendes och Götes Konung, Hertig i Pommern | [ 68 ] [ 69 ]   |
| | Карл Кнутссон Бунде (1408—1470) швед. Karl Knutsson Bonde                                             | 29 сентября 1439           | 14 апреля 1441 | Бунде швед. Bondeätten | Регент швед. Riksföreståndare | [ 72 ] [ 73 ]   |
| С 14 апреля по 13 сентября 1441 года — под управлением председателя риксрода Нильса Рагвальдссона (швед. Nils Ragvaldsson)                                                                  | |                            | | | |                 |
| | Кристофер (1416—1448) швед. Kristofer дат. Christoffer 3. норв. Christoffer нем. Christoph I.         | 13 сентября 1441           | 5 января 1448 | Виттельсбахи швед. Huset Wittelsbach нем. Haus Wittelsbach | Милостью Божьей, король Швеции, Дании и Норвегии, вендов и готов, пфальцграф Рейна, герцог Баварии швед. Med Guds Nåde, Sveriges, Danmarks, Norges, Vendes och Götes Konung, Pfalzgreve på Rhyn, Hertig i Beyeren | [ 74 ] [ 75 ]   |
| | Бенгт Юнссон Оксеншерна (ок. 1391—1450) швед. Bengt Jönsson Oxenstierna                               | 6 января 1448              | 28 июня 1448 | Оксеншерна швед. Oxenstierna ätten | Вождь и регент швед. Hövitsman och Riksföreståndare | [ 76 ]          |
| | Нильс Юнссон Оксеншерна (ок. 1392—1450) швед. Nils Jönsson Oxenstierna                                | 6 января 1448              | 28 июня 1448 | Оксеншерна швед. Oxenstierna ätten | Вождь и регент швед. Hövitsman och Riksföreståndare | [ 77 ]          |
| | Карл (VIII) (1408—1470) швед. Karl (VIII) норв. Karl I                                                | 28 июня 1448               | 24 февраля 1457 | Бунде швед. Bondeätten | Милостью Божьей, король Швеции, Норвегии и готов швед. Med Guds Nåde, Sveriges, Norges och Götes Konung | [ 72 ] [ 73 ]   |
| С 24 февраля по 25 марта 1457 года — под управлением председателя риксрода Юнса Бенгтссона Оксеншерны (швед. Jöns Bengtsson Oxenstierna)                                                    | |                            | | | |                 |
| | Юнс Бенгтссон Оксеншерна (1417—1467) швед. Jöns Bengtsson Oxenstierna                                 | 25 марта 1457              | 2 июля 1457 | Оксеншерна швед. Oxenstierna ätten | Вождь и регент швед. Hövitsman och Riksföreståndare | [ 78 ]          |
| | Эрик Аксельссон Тотт (ок. 1415—1481) швед. Erik Axelsson Tott                                         | 25 марта 1457              | 2 июля 1457 | Тотт швед. Tott ätten дат. Thott-slægten | Вождь и регент швед. Hövitsman och Riksföreståndare | [ 79 ] [ 80 ]   |
| | Кристиан (I) (1426—1481) швед. Kristian (I) дат. Christian 1. норв. Christian I нем. Christian I.     | 2 июля 1457                | 2 марта 1460 | Ольденбурги швед. Huset Oldenburg нем. Haus Oldenburg | Милостью Божьей, король Дании, Швеции, Норвегии, вендов и готов, граф Ольденбурга и Дельменхорста швед. Med Guds Nåde, Danmarks, Sveriges, Norges, Vendes och Götes Konung, Greve i Oldenburg och Delmenhorst | [ 81 ] [ 82 ]   |
| 2 марта 1460 | Кристиан (I) (1426—1481) швед. Kristian (I) дат. Christian 1. норв. Christian I нем. Christian I.     | 17 апреля 1464             | Милостью Божьей, король Дании, Швеции, Норвегии, вендов и готов, герцог Шлезвига, граф Гольштейна, Штормарна, Ольденбурга и Дельменхорста швед. Med Guds Nåde, Danmarks, Sveriges, Norges, Vendes och Götes Konung, Hertig i Slesvig, Greve i Holsten, Stormarn, Oldenburg och Delmenhorst | Ольденбурги швед. Huset Oldenburg нем. Haus Oldenburg | | [ 81 ] [ 82 ]   |
| | Четтиль Карлссон Васа (ок. 1434—1465) швед. Kettil Carlsson Vasa                                      | 17 апреля 1464             | 9 августа 1464 | Васа швед. Vasaätten | Регент швед. Riksföreståndare | [ 83 ]          |
| | Карл (VIII) (1408—1470) швед. Karl (VIII) норв. Karl I                                                | 9 августа 1464             | 30 января 1465 | Бунде швед. Bondeätten | Милостью Божьей, король Швеции, Норвегии и готов швед. Med Guds Nåde, Sveriges, Norges och Götes Konung | [ 72 ] [ 73 ]   |
| | Четтиль Карлссон Васа (ок. 1434—1465) швед. Kettil Carlsson Vasa                                      | 30 января 1465             | 11 августа 1465 | Васа швед. Vasaätten | Регент швед. Riksföreståndare | [ 83 ]          |
| | Юнс Бенгтссон Оксеншерна (1417—1467) швед. Jöns Bengtsson Oxenstierna                                 | 11 августа 1465            | 14 августа 1465 | Оксеншерна швед. Oxenstierna ätten | Председатель риксрода швед. Riksrådets ordförande | [ 78 ]          |
| 14 августа 1465 | Юнс Бенгтссон Оксеншерна (1417—1467) швед. Jöns Bengtsson Oxenstierna                                 | 14 октября 1466            | Регент швед. Riksföreståndare | Оксеншерна швед. Oxenstierna ätten | | [ 78 ]          |
| | Эрик Аксельссон Тотт (ок. 1415—1481) швед. Erik Axelsson Tott                                         | 14 октября 1466            | Регент швед. Riksföreståndare | 12 ноября 1467 | Тотт швед. Tott ätten дат. Thott-slægten | [ 79 ] [ 80 ]   |
| | Карл (VIII) (1408—1470) швед. Karl (VIII) норв. Karl I                                                | 12 ноября 1467             | 15 мая 1470 | Бунде швед. Bondeätten | Милостью Божьей, король Швеции, Норвегии и готов швед. Med Guds Nåde, Sveriges, Norges och Götes Konung | [ 72 ] [ 73 ]   |
| С 15 мая по 1 июня 1470 года — под управлением председателя риксрода Якоба Ульвссона (швед. Jakob Ulfsson)                                                                                  | |                            | | | |                 |
| | Стен Густавссон Стуре (ок. 1440—1503) швед. Sten Gustafsson Sture                                     | 1 июня 1470                | 25 ноября 1497 | Сьёблады швед. Sjöbladsätten | Регент швед. Riksföreståndare | [ 84 ] [ 85 ]   |
| | Юхан (II) (1455—1513) швед. Johan (II) норв. и дат. Hans нем. Johann I.                               | 25 ноября 1497             | 9 августа 1501 | Ольденбурги швед. Huset Oldenburg нем. Haus Oldenburg | Милостью Божьей, король Дании, Швеции, Норвегии, вендов и готов, герцог Шлезвига, Гольштейна, Штормарна и Дитмаршена, граф Ольденбурга и Дельменхорста швед. Med Guds Nåde, Danmarks, Sveriges, Norges, Vendes och Götes Konung, Hertig i Slesvig, Holsten, Stormarn och Ditmarsken, Greve udi Oldenburg och Delmenhorst | [ 86 ] [ 87 ]   |
| С 9 августа по 12 ноября 1501 года — повторно под управлением председателя риксрода Якоба Ульвссона (швед. Jakob Ulfsson)                                                                   | |                            | | | |                 |
| | Стен Густавссон Стуре (ок. 1440—1503) швед. Sten Gustafsson Sture                                     | 12 ноября 1501             | 14 декабря 1503 | Сьёблады швед. Sjöbladsätten | Регент швед. Riksföreståndare | [ 84 ] [ 85 ]   |
| С 14 декабря 1503 года по 21 января 1504 года — в третий раз под управлением председателя риксрода Якоба Ульвссона (швед. Jakob Ulfsson)                                                    | |                            | | | |                 |
| | Сванте Нильссон Натт-ок-Даг (1458—1512) швед. Svante Nilsson Natt och Dag                             | 21 января 1504             | 2 января 1512 | Натт-ок-Даг швед. Natt och Dag ätten | Регент швед. Riksföreståndare | [ 88 ] [ 89 ]   |
| Со 2 по 19 января 1512 года — в четвёртый раз под управлением председателя риксрода Якоба Ульвссона (швед. Jakob Ulfsson)                                                                   | |                            | | | |                 |
| | Эрик Арвидссон Тролле (ок. 1460—1529) швед. Erik Arvidsson Trolle                                     | 19 января 1512             | 23 июля 1512 | Тролле швед. Trolle ätten | Регент швед. Riksföreståndare | [ 90 ]          |
| | Стен Свантессон Стуре (ок. 1492—1520) швед. Sten Svantesson Sture                                     | 23 июля 1512               | 3 февраля 1520 | Натт-ок-Даг швед. Natt och Dag ätten | Регент швед. Riksföreståndare | [ 91 ] [ 92 ]   |
| С 3 февраля по 1 ноября 1520 года — в пятый раз под управлением председателя риксрода Якоба Ульвссона (швед. Jakob Ulfsson)                                                                 | |                            | | | |                 |
| | Кристиан (II) (1481—1559) швед. Kristian (II) дат. Christian 2. норв. Christian II нем. Christian II. | 1 ноября 1520              | 23 августа 1521 | Ольденбурги швед. Huset Oldenburg нем. Haus Oldenburg | Милостью Божьей, король Дании, Швеции, Норвегии, вендов и готов, герцог Шлезвига, Гольштейна, Штормарна и Дитмаршена, граф Ольденбурга и Дельменхорста швед. Med Guds Nåde, Danmarks, Sveriges, Norges, Vendes och Götes Konung, Hertig i Slesvig, Holsten, Stormarn och Ditmarsken, Greve udi Oldenburg och Delmenhorst | [ 93 ] [ 94 ]   |
| | Густав (I) (1496—1560) швед. Gustav (I)                                                               | 23 августа 1521            | 6 июня 1523 | Васа швед. Vasaätten | Вождь и регент Шведского королевства швед. Sveriges rikes Hövitsman och Riksföreståndare | [ 95 ] [ 96 ]   |
| 6 июня 1523 | Густав (I) (1496—1560) швед. Gustav (I)                                                               | 12 января 1528             | Милостью Божьей, избранный король Швеции и готов швед. Med Guds Nåde, utvald Sveriges och Götes Konung | | | [ 95 ] [ 96 ]   |
| 12 января 1528 | Густав (I) (1496—1560) швед. Gustav (I)                                                               | 1540                       | Милостью Божьей, король Швеции и готов швед. Med Guds Nåde, Sveriges och Götes Konung | | | [ 95 ] [ 96 ]   |
| 1540 | Густав (I) (1496—1560) швед. Gustav (I)                                                               | 29 сентября 1560           | Милостью Божьей, король Швеции, готов и вендов швед. Med Guds Nåde, Sveriges, Götes och Vendes Konung | | | [ 95 ] [ 96 ]   |
| | Эрик XIV (1533—1577) швед. Erik XIV                                                                   | 29 сентября 1560           | 29 июня 1561 | Милостью Божьей, избранный король и наследный принц Швеции, готов и вендов швед. Med Guds Nåde, Sveriges, Götes och Vendes utvald Konung och Arvfurste | [ 97 ] [ 98 ] |                 |
| 29 июня 1561 | Эрик XIV (1533—1577) швед. Erik XIV                                                                   | 26 января 1569             | Милостью Божьей, король Швеции, готов и вендов швед. Med Guds Nåde, Sveriges, Götes och Vendes Konung | | [ 97 ] [ 98 ] |                 |
| | Юхан III (1537—1592) швед. Johan III                                                                  | 26 января 1569             | 10 июля 1569 | Милостью Божьей, избранный король и наследный принц Швеции, готов и вендов швед. Med Guds Nåde, Sveriges, Götes och Vendes utvald Konung och Arvfurste | [ 99 ] [ 100 ] |                 |
| 10 июля 1569 | Юхан III (1537—1592) швед. Johan III                                                                  | 17 (27) ноября 1592        | Милостью Божьей, король Швеции, готов и вендов швед. Med Guds Nåde, Sveriges, Götes och Vendes Konung | | [ 99 ] [ 100 ] |                 |
| | Сигизмунд (1566—1632) швед. Sigismund пол. Zygmunt III                                                | 17 (27) ноября 1592        | 19 февраля (1 марта) 1594 | Милостью Божьей, избранный король и наследный принц Швеции, готов и вендов швед. Med Guds Nåde, Sveriges, Götes och Vendes utvald Konung och Arvfurste | [ 101 ] [ 102 ] |                 |
| 19 февраля (1 марта) 1594 | Сигизмунд (1566—1632) швед. Sigismund пол. Zygmunt III                                                | 24 июля (3 августа) 1599   | Милостью Божьей, король Швеции, готов и вендов швед. Med Guds Nåde, Sveriges, Götes och Vendes Konung | | [ 101 ] [ 102 ] |                 |
| | Карл IX (1550—1611) швед. Karl IX                                                                     | 24 июля (3 августа) 1599   | 22 марта (1 апреля) 1604 | Милостью Божьей, наследный принц-регент Шведского королевства, герцог Сёдерманланда, Нерке и Вермланда швед. Med Guds Nåde, Sveriges rikes regerende Arvfurste, Hertig till Södermanland, Närke och Värmland | [ 103 ] [ 104 ] |                 |
| 22 марта (1 апреля) 1604 | Карл IX (1550—1611) швед. Karl IX                                                                     | 15 (25) марта 1607         | Милостью Божьей, избранный король и наследный принц Шведского королевства, герцог Сёдерманланда, Нерке и Вермланда швед. Med Guds Nåde, Sveriges rikes utkorade Konung och Arvfurste, Hertig till Södermanland, Närke och Värmland | | [ 103 ] [ 104 ] |                 |
| 15 (25) марта 1607 | Карл IX (1550—1611) швед. Karl IX                                                                     | 30 октября (9 ноября) 1611 | Милостью Божьей, король Швеции, готов, вендов, финнов, карелов, лапландцев Норрланда, каянцев и эстов Лифляндии и пр. швед. Med Guds Nåde, Sveriges, Götes, Vendes, Finnars, Karelers, Lappars i Norlanden, de Kajaners och Esters i Livland etc. Konung | | [ 103 ] [ 104 ] |                 |
| | Густав II (1594—1632) швед. Gustav II                                                                 | 30 октября (9 ноября) 1611 | 12 (22) октября 1617 | Милостью Божьей, избранный король и наследный принц Швеции, готов и вендов, великий князь Финляндии, герцог Эстляндии и Вестманланда, и пр. швед. Med Guds Nåde, Sveriges, Götes och Vendes utkorade Konung och Arvfurste, Storfurste till Finland, Hertig till Estland och Västmanland, etc.                                                    | [ 105 ] [ 106 ] |                 |
| 12 (22) октября 1617 | Густав II (1594—1632) швед. Gustav II                                                                 | 6 (16) ноября 1632         | Милостью Божьей, король Швеции, готов и вендов, великий князь Финляндии, герцог Эстляндии и Карелии, господин Ингерманландии швед. Med Guds Nåde, Sveriges, Götes och Vendes Konung, Storfurste till Finland, Hertig uti Estland och Karelen, Herre utöfver Ingermanland | | [ 105 ] [ 106 ] |                 |
| | Кристина (1626—1689) швед. Kristina                                                                   | 6 (16) ноября 1632         | 20 (30) октября 1650 | Милостью Божьей, избранная королева и наследная принцесса Швеции, готов и вендов, великая княгиня Финляндии, герцогиня Эстляндии и Карелии, дева Ингерманландии швед. Med Guds Nåde, Sveriges, Götes och Vendes utkorade Drottning och Arvfurstinna, Storfurstinna till Finland, Hertiginna uti Estland och Karelen, Fröken utöfver Ingermanland | [ 107 ] [ 108 ] |                 |
| 20 (30) октября 1650 | Кристина (1626—1689) швед. Kristina                                                                   | 6 (16) июня 1654           | Милостью Божьей, королева Швеции, готов и вендов, великая княгиня Финляндии, герцогиня Эстляндии, Карелии, Бремена, Вердена, Штеттина, Померании, Кашубии и Вендена, принцесса Рюгена, дама Ингерманландии и Висмара швед. Med Guds Nåde, Sveriges, Götes och Vendes Drottning, Storfurstinna till Finland, Hertiginna uti Estland, Karelen, Bremen, Verden, Stettin, Pommern, Kassuben och Wenden, Furstinna till Rügen, Fru över Ingermanland och Wismar | | [ 107 ] [ 108 ] |                 |
| | Карл X (1622—1660) швед. Karl X                                                                       | 6 (16) июня 1654           | 13 (23) февраля 1660 | Пфальц-Цвейбрюкен швед. Huset Pfalz-Zweibrücken нем. Haus Pfalz-Zweibrücken | Милостью Божьей, король Швеции, готов и вендов швед. Med Guds Nåde Sveriges, Götes och Vendes Konung | [ 109 ] [ 110 ] |
| | Карл XI (1655—1697) швед. Karl XI нем. Karl I.                                                        | 13 (23) февраля 1660       | 5 (15) апреля 1697 | Пфальц-Цвейбрюкен швед. Huset Pfalz-Zweibrücken нем. Haus Pfalz-Zweibrücken | Милостью Божьей, король Швеции, готов и вендов швед. Med Guds Nåde Sveriges, Götes och Vendes Konung | [ 111 ] [ 112 ] |
| | Карл XII (1682—1718) швед. Karl XII нем. Karl II.                                                     | 5 (15) апреля 1697         | 30 ноября (11 декабря) 1718 | Пфальц-Цвейбрюкен швед. Huset Pfalz-Zweibrücken нем. Haus Pfalz-Zweibrücken | Милостью Божьей, король Швеции, готов и вендов швед. Med Guds Nåde Sveriges, Götes och Vendes Konung | [ 113 ] [ 114 ] |
| С 30 ноября (11 декабря) 1718 года по 23 января (3 февраля) 1719 года — под управлением канслипрезидента риксрода Арвида Бернхарда Густавссона Горна (швед. Arvid Bernhard Gustafsson Horn) | |                            | | | |                 |
| | Ульрика Элеонора (1688—1741) швед. Ulrika Eleonora                                                    | 23 января (3 февраля) 1719 | 24 марта (4 апреля) 1720 | Пфальц-Цвейбрюкен швед. Huset Pfalz-Zweibrücken нем. Haus Pfalz-Zweibrücken | Милостью Божьей, король Швеции, готов и вендов швед. Med Guds Nåde Sveriges, Götes och Vendes Konung | [ 115 ] [ 116 ] |
| | Фредрик I (1676—1751) швед. Fredrik I нем. Friedrich I.                                               | 24 марта (4 апреля) 1720   | 25 марта (5 апреля) 1751 | Гессенский дом швед. Huset Hessen англ. Haus Hessen | Милостью Божьей, король Швеции, готов и вендов, ландграф Гессена швед. Med Guds Nåde, Sveriges, Götes och Vendes Konung, Land-Greve till Hessen | [ 117 ] [ 118 ] |
| | Адольф Фредрик (1710—1771) швед. Adolf Fredrik                                                        | 26 марта (6 апреля) 1751   | 26 ноября (7 декабря) 1751 | Гольштейн-Готторпы швед. Huset Holstein-Gottorp нем. Haus Holstein-Gottorf | Милостью Божьей, избранный король Швеции, готов и вендов, и пр., и пр., и пр., наследник Норвегии, герцог Шлезвиг-Гольштейна, граф Ольденбурга и Дельменхорста и пр., и пр. швед. Med Guds Nåde, Sveriges, Götes och Vendes utkorade Konung, &c., &c., &c., Arvinge till Norge, Hertig till Schleswig Holstein, Greve till Oldenburg och Delmenhorst &c., &c.                                                                                        | [ 119 ] [ 120 ] |
| 26 ноября (7 декабря) 1751 | Адольф Фредрик (1710—1771) швед. Adolf Fredrik                                                        | 12 февраля 1771            | Милостью Божьей, король Швеции, готов и вендов, и пр., и пр., и пр., наследник Норвегии, герцог Шлезвиг-Гольштейна, граф Ольденбурга и Дельменхорста и пр., и пр. швед. Med Guds Nåde, Sveriges, Götes och Vendes Konung, &c., &c., &c., Arvinge till Norge, Hertig till Schleswig Holstein, Greve till Oldenburg och Delmenhorst &c., &c. | Гольштейн-Готторпы швед. Huset Holstein-Gottorp нем. Haus Holstein-Gottorf | | [ 119 ] [ 120 ] |
| | Густав III (1746—1792) швед. Gustav III                                                               | 12 февраля 1771            | Милостью Божьей, король Швеции, готов и вендов, и пр., и пр., и пр., наследник Норвегии, герцог Шлезвиг-Гольштейна, граф Ольденбурга и Дельменхорста и пр., и пр. швед. Med Guds Nåde, Sveriges, Götes och Vendes Konung, &c., &c., &c., Arvinge till Norge, Hertig till Schleswig Holstein, Greve till Oldenburg och Delmenhorst &c., &c. | Гольштейн-Готторпы швед. Huset Holstein-Gottorp нем. Haus Holstein-Gottorf | 29 марта 1792 | [ 121 ] [ 122 ] |
| | Густав IV (1778—1837) швед. Gustav IV                                                                 | 29 марта 1792              | Милостью Божьей, король Швеции, готов и вендов, и пр., и пр., и пр., наследник Норвегии, герцог Шлезвиг-Гольштейна, граф Ольденбурга и Дельменхорста и пр., и пр. швед. Med Guds Nåde, Sveriges, Götes och Vendes Konung, &c., &c., &c., Arvinge till Norge, Hertig till Schleswig Holstein, Greve till Oldenburg och Delmenhorst &c., &c. | Гольштейн-Готторпы швед. Huset Holstein-Gottorp нем. Haus Holstein-Gottorf | 10 мая 1809 | [ 123 ] [ 124 ] |
| | Карл XIII (1748—1818) швед. Karl XIII норв. Karl II                                                   | 10 мая 1809                | 6 июня 1809 | Гольштейн-Готторпы швед. Huset Holstein-Gottorp нем. Haus Holstein-Gottorf | Милостью Божьей, наследный принц Швеции, готов и вендов, герцог Сёдерманланда, временный регент Шведского королевства, наследник Норвегии, герцог Шлезвиг-Гольштейна, граф Ольденбурга и Дельменхорста и пр., и пр. швед. Med Guds Nåde, Sveriges, Götes och Vendes Arvfurste, Hertig till Södermanland, tills vidare Sveriges Rikes Föreståndare, Arvinge till Norge, Hertig till Schleswig Holstein, Greve till Oldenburg och Delmenhorst &c., &c. | [ 125 ] [ 126 ] |
| 6 июня 1809 | Карл XIII (1748—1818) швед. Karl XIII норв. Karl II                                                   | 8 февраля 1814             | Милостью Божьей, король Швеции, готов и вендов, и пр., и пр., и пр., наследник Норвегии, герцог Шлезвиг-Гольштейна, граф Ольденбурга и Дельменхорста и пр., и пр. швед. Med Guds Nåde, Sveriges, Götes och Vendes Konung, &c., &c., &c., Arvinge till Norge, Hertig till Schleswig Holstein, Greve till Oldenburg och Delmenhorst &c., &c. | Гольштейн-Готторпы швед. Huset Holstein-Gottorp нем. Haus Holstein-Gottorf | | [ 125 ] [ 126 ] |
| 8 февраля 1814 | Карл XIII (1748—1818) швед. Karl XIII норв. Karl II                                                   | 5 февраля 1818             | Милостью Божьей, король Швеции, Норвегии, готов и вендов, и пр., и пр., и пр., герцог Шлезвига, Гольштейна, Штормарна и Дитмаршена, граф Ольденбурга и Дельменхорста, и пр., и пр. швед. Med Guds Nåde, Sveriges, Norges, Götes och Vendes Konung, &c., &c., &c., Hertig till Schleswig, Holstein, Stormarn och Dithmarschen, Greve till Oldenburg och Delmenhorst, &c., &c.                                                                               | Гольштейн-Готторпы швед. Huset Holstein-Gottorp нем. Haus Holstein-Gottorf | | [ 125 ] [ 126 ] |
| | Карл XIV (1763—1844) швед. Karl XIV норв. Karl III                                                    | 5 февраля 1818             | 8 марта 1844 | Бернадоты швед. Bernadotteska ätten | Милостью Божьей, король Швеции, Норвегии, готов и вендов швед. Med Guds Nåde, Sveriges, Norges, Götes och Vendes Konung | [ 127 ] [ 128 ] |
| | Оскар I (1799—1859) швед. и норв. Oscar I                                                             | 8 марта 1844               | 8 июля 1859 | Бернадоты швед. Bernadotteska ätten | Милостью Божьей, король Швеции, Норвегии, готов и вендов швед. Med Guds Nåde, Sveriges, Norges, Götes och Vendes Konung | [ 129 ] [ 130 ] |
| | Карл XV (1826—1872) швед. Karl XV норв. Karl IV                                                       | 8 июля 1859                | 18 сентября 1872 | Бернадоты швед. Bernadotteska ätten | Милостью Божьей, король Швеции, Норвегии, готов и вендов швед. Med Guds Nåde, Sveriges, Norges, Götes och Vendes Konung | [ 131 ] [ 132 ] |
| | Оскар II (1829—1907) швед. и норв. Oscar II                                                           | 18 сентября 1872           | 27 октября 1905 | Бернадоты швед. Bernadotteska ätten | Милостью Божьей, король Швеции, Норвегии, готов и вендов швед. Med Guds Nåde, Sveriges, Norges, Götes och Vendes Konung | [ 133 ] [ 134 ] |
| 27 октября 1905 | Оскар II (1829—1907) швед. и норв. Oscar II                                                           | 8 декабря 1907             | Милостью Божьей, король Швеции, готов и вендов швед. Med Guds Nåde, Sveriges, Götes och Vendes Konung | Бернадоты швед. Bernadotteska ätten | | [ 133 ] [ 134 ] |
| | Густав V (1858—1950) швед. Gustaf V                                                                   | 8 декабря 1907             | Милостью Божьей, король Швеции, готов и вендов швед. Med Guds Nåde, Sveriges, Götes och Vendes Konung | Бернадоты швед. Bernadotteska ätten | 29 октября 1950 | [ 135 ] [ 136 ] |
| | Густав VI (1882—1973) швед. Gustaf VI                                                                 | 29 октября 1950            | Милостью Божьей, король Швеции, готов и вендов швед. Med Guds Nåde, Sveriges, Götes och Vendes Konung | Бернадоты швед. Bernadotteska ätten | 15 сентября 1973 | [ 137 ] [ 138 ] |
| | Карл XVI (1946—) швед. Carl XVI                                                                       | 15 сентября 1973           | царствующий | Бернадоты швед. Bernadotteska ätten | Король Швеции швед. Sveriges Konung | [ 139 ] [ 140 ] |